# Championship League (снукер)
Championship League (также встречается название Matchroom Championship League — по названию спонсора Matchroom Sport) — профессиональный снукерный пригласительный турнир, который является отборочным турниром к Премьер-лиге. 

## История
Впервые турнир был проведён в 2008 году, и хотя основным предназначанием его стал отбор игроков к Премьер-лиге, большое значение имело и то, что был «закрыт» большой пробел в календаре сезона. В первом розыгрыше Championship League приняли участие преимущественно игроки из нижней половины Топ-32, но уже к 2010 в турнире играли и все те, кто ранее автоматически проходил в Премьер-лигу — то есть большинство игроков из Топ-16.

## Формат
В первом розыгрыше турнира участвовали 25 игроков. Турнир игрался преимущественно по групповой системе. Семь участников составляли первую группу, из которой по четыре выходили в плей-офф и разыгрывали победителя группы. Этот игрок автоматически переходил в группу победителей, которая формировалась аналогичным образом из остальных участников. Трое участников плей-офф группы и игрок, занявший в группе пятое место, переходят в следующую группу, где к ним присоединяются ещё три участника. Таким образом, семь последовательных групп формировали группу победителей. Игроки, занявшие в группе 6-е и 7-е места в дальнейшей борьбе уже не участвуют.
Группа победителей состояла из семи человек — четверо выходили в плей-офф (в плей-офф игрокам выплачивается по £ 300 за каждый выигранный фрейм), а окончательный победитель турнира и получал место в Премьер-лиге.
Достаточно замысловатая формула турнира и дала ему своеобразное название.

## Место проведения
Все матчи играются в Crondon Park Golf Club в Эссексе. 

## Победители
| Год                                 | Победитель                          | Финалист                            | Счёт партии                         | Сезон                               | Место проведения                              |                                     |
| Championship League (нерейтинговый) | Championship League (нерейтинговый) | Championship League (нерейтинговый) | Championship League (нерейтинговый) | Championship League (нерейтинговый) | Championship League (нерейтинговый)           | Championship League (нерейтинговый) |
| ----------------------------------- | ----------------------------------- | ----------------------------------- | ----------------------------------- | ----------------------------------- | --------------------------------------------- | ----------------------------------- |
| 2008                                | Джо Пэрри                           | Марк Селби                          | 3–1                                 | 2007/08                             | Гольф-клуб «Крондон Парк» в Стоке             |                                     |
| 2009                                | Джадд Трамп                         | Марк Селби                          | 3–2                                 | 2008/09                             | Гольф-клуб «Крондон Парк» в Стоке             |                                     |
| 2010                                | Марко Фу                            | Марк Аллен                          | 3–2                                 | 2009/10                             | Гольф-клуб «Крондон Парк» в Стоке             |                                     |
| 2011                                | Мэттью Стивенс                      | Шон Мерфи                           | 3–1                                 | 2010/11                             | Гольф-клуб «Крондон Парк» в Стоке             |                                     |
| 2012                                | Дин Цзюньхуэй                       | Джадд Трамп                         | 3–1                                 | 2011/12                             | Гольф-клуб «Крондон Парк» в Стоке             |                                     |
| 2013                                | Мартин Гоулд                        | Алистер Картер                      | 3–2                                 | 2012/13                             | Гольф-клуб «Крондон Парк» в Стоке             |                                     |
| 2014                                | Джадд Трамп (2)                     | Мартин Гоулд                        | 3–1                                 | 2013/14                             | Гольф-клуб «Крондон Парк» в Стоке             |                                     |
| 2015                                | Стюарт Бингем                       | Марк Дэвис                          | 3–2                                 | 2014/15                             | Гольф-клуб «Крондон Парк» в Стоке             |                                     |
| 2016                                | Джадд Трамп (3)                     | Ронни О’Салливан                    | 3–2                                 | 2015/16                             | Гольф-клуб «Крондон Парк» в Стоке             |                                     |
| 2017                                | Джон Хиггинс                        | Райан Дэй                           | 3–0                                 | 2016/17                             | «Ковентри Билдинг Сосайети Арена» в Ковентри  |                                     |
| 2018                                | Джон Хиггинс (2)                    | Чжоу Юэлун                          | 3–2                                 | 2017/18                             | «Ковентри Билдинг Сосайети Арена» в Ковентри  |                                     |
| 2019                                | Мартин Гоулд (2)                    | Джек Лисовски                       | 3–1                                 | 2018/19                             | «Ковентри Билдинг Сосайети Арена» в Метрадром |                                     |
| 2019/20                             | Скотт Дональдсон                    | Грэм Дотт                           | 3–0                                 | 2019/20                             | «Арена Морнингсайд» в Лестере                 |                                     |
| 2020 (1)                            | Люка Бресель                        | Бен Вулластон                       | Round-Robin                         | 2019/20                             | «Арена Маршал» в Милтон-Кинсе                 |                                     |
| Championship League (рейтинговый)   |                                     |                                     |                                     |                                     |                                               |                                     |
| 2020 (2)                            | Кайрен Уилсон                       | Джадд Трамп                         | 3–1                                 | 2020/21                             | Ballroom, «Стэдиум МК» в Милтон-Кинсе         |                                     |
| Championship League (нерейтинговый) |                                     |                                     |                                     |                                     |                                               |                                     |
| 2021 (1)                            | Кайрен Уилсон (2)                   | Марк Уильямс                        | 3–2                                 | 2020/21                             | Ballroom, «Стэдиум МК» в Милтон-Кинсе         |                                     |
| Championship League (рейтинговый)   |                                     |                                     |                                     |                                     |                                               |                                     |
| 2021 (2)                            | Дэвид Гилберт                       | Марк Аллен                          | 3–1                                 | 2021/22                             | «Арена Морнингсайд» в Лестере                 |                                     |